# Poirot prowadzi śledztwo
Poirot prowadzi śledztwo (ang. Poirot Investigates) – zbiór jedenastu opowiadań angielskiej pisarki Agathy Christie wydany w roku 1924. Hastings występuje w nim jako narrator.

## Bohaterowie będący w każdym opowiadaniu
- Herkules Poirot – główny bohater
- Kapitan Arthur Hastings – weteran I wojny światowej, detektyw amator, przyjaciel Poirota
- Inspektor Japp – inspektor Scotland Yardu, znajomy Poirota

## Opowiadania
- Gwiazda Zachodu (ang. The Adventure of the Western Star)

Do Poirota zgłasza się panna Mary Marvell, amerykańska gwiazda kina, otrzymująca anonimy, w których nadawca żąda zwrotu będącego w jej posiadaniu diamentu – „Gwiazdy Zachodu”. W przypadku niedostosowania się do polecenia, klejnot zostanie jej skradziony podczas przypadającej za kilka dni pełni Księżyca.
- Tragedia w Marsdon Manor (The Tragedy at Marsdon Manor)

Na prośbę firmy ubezpieczeniowej Poirot podejmuje się rozwiązania zagadki śmierci pana Maltraversa, właściciela posiadłości Marsdon Manor, który kilka tygodni wcześniej wykupił u nich polisę na życie wartą 50 tysięcy funtów. W opowiadaniu występuje inspektor Japp.
- Perypetie z tanim mieszkaniem (The Adventure of the Cheap Flat)

Hastings opowiada Poirotowi o pani Robinson, której udało się wynająć mieszkanie w eleganckiej dzielnicy po niespotykanie atrakcyjnej cenie. Jej wyjątkowe szczęście wzbudza u detektywa podejrzenia i postanawia on przypatrzeć się bliżej sprawie zaniżonego czynszu. W opowiadaniu występuje inspektor Japp. 
- Tajemnica Hunter's Lodge (The Mystery of Hunter’s Lodge)

Do złożonego grypą Poirota przybywa pan Roger Havering i prosi o pomoc w sprawie zamordowanego pod jego nieobecność wuja. Wobec niedyspozycji przyjaciela do Hunter’s Lodge udaje się tylko Hastings. W opowiadaniu występuje inspektor Japp.
- Kradzież obligacji za milion dolarów (The Million Dollar Bond Robbery)

Podczas rejsu z Liverpoolu do Nowego Jorku skradzione zostają obligacje warte milion dolarów. Panna Esmée Farquhar, której narzeczony był odpowiedzialny za bezpieczeństwo przesyłki, prosi Poirota o pomoc w rozwikłaniu zagadki.
- Tajemnica egipskiego grobowca (The Adventure of the Egyptian Tomb)

W trakcie prac wykopaliskowych w Egipcie umiera nagle sir John Willard, archeolog badający odkryty właśnie grobowiec faraona Men-her-Ra. Dwa tygodnie później ofiarą sepsy pada pan Bleibner, majętny współpracownik sir Willarda. Niedługo po tym samobójstwo popełnia Rupert, bratanek Bleibnera. Prasa i opinia publiczna są przekonane, że zadziałała klątwa egipskiego króla, ale lady Willard nie jest tego pewna i o wszczęcie śledztwa prosi Poirota.
- Kradzież w hotelu Grand Metropolitan (The Jewel Robbery at the Grand Metropolitan)

Znajoma Hastingsa i wielbicielka drogiej biżuterii, pani Opalsen, chce pochwalić się Poirotowi wyjątkowej piękności naszyjnikiem z pereł. Okazuje się, że został skradziony z jej pokoju hotelowego. W opowiadaniu występuje inspektor Japp.
- Porwanie premiera (The Kidnapped Prime Minister)

We Francji porwany zostaje udający się na ważny szczyt aliantów premier Wielkiej Brytanii. Poirot ma dobę, by odnaleźć polityka i zapobiec międzynarodowemu skandalowi. W opowiadaniu występuje inspektor Japp.
- Zniknięcie pana Davenheima (The Disappearance of Mr Davenheim)

Poirot zakłada się z inspektorem Jappem, że rozwiąże zagadkę zniknięcia znanego londyńskiego bankiera, pana Davenheima, nie wychodząc z domu.
- Sprawa włoskiego arystokraty (The Adventure of the Italian Nobleman)

Przebywający z wizytą u Poirota doktor Hawker otrzymuje wiadomość, że jeden z jego pacjentów, książę Foscatini, padł ofiarą brutalnego ataku i prosi o natychmiastową pomoc. Po przybyciu do domu arystokraty Poirot, Hastings i doktor znajdują go martwego. W opowiadaniu wspomniany jest inspektor Japp.
- Zaginiony testament (The Case of the Missing Will)

U Poirota zjawia się panna Violet Marsh i prosi o pomoc w sprawie niecodziennego testamentu, który zostawił jej zmarły stryj - jeśli bratanica udowodni, że jest inteligentniejsza od niego, otrzyma w spadku cały jego pokaźny majątek. Detektyw przypuszcza, że zadanie jego klientki ma polegać na odnalezieniu właściwego testamentu.

## Wydanie amerykańskie
Amerykańska edycja z 1925 roku zawiera dodatkowo trzy opowiadania (Bombonierka, Dama z woalką, Zaginiona kopalnia), które ukazały się później w zbiorze Wczesne sprawy Poirota.